# Kariprazin

Strukturformel för Kariprazin.

Kariprazin, såld under varumärkena Vraylar och Reagila bland andra, är ett antipsykotiskt läkemedel som används för behandling av schizofreni, mani och blandepisoder vid bipolär sjukdom typ 1 samt depression, det har också använts för att behandla patient med Tourettes syndrom och ADHD. Det pågår studier om hur effektivt Kariprazin är för behandling av ADHD.

## Historia
Kariprazin blev tillgänglig i USA 2016 och godkändes inom EU 2017. Det ingår i högkostnadsskyddet med begränsning i Sverige sedan 2018.

## Farmakokinetik
Kariprazins halveringstid är 2–5 dagar.

## Farmakologisk verkan
Kariprazin är en partiell agonist på dopaminreceptorerna D3 och D2.

## Biverkningar
De vanligaste biverkningarna är akatisi och sömnlöshet och extrapyramidala bieffekter.

## Studier
Pågående studie om behandling av ADHD med Kariprazin. 
Studie av patient med Tourettes syndrom och ADHD som behandlats med Kariprazin. 